# Іполіт Боннарде
Іполіт Боннарде, повне ім'я П'єр-Антуан-Іполіт Боннарде (фр. Hippolyte Bonnardel; 14 січня 1824, Бонне — 2 липня 1856, Рим ) — французький скульптор, представник академізму. 

## Життєпис
Народився в провінційному Бонне. За прикладом інших влаштувався на навчання в Школу красних мистецтв в Парижі. Скульптурну майстерність опановував в майстернях скульпторів академічного напрямку — у Огюста Дюмона (1801-1884), а потім у Жуля Ремі (1796-1852).
Почалася боротьба за римську премію, що надавала право за кошти держави удосконалювати власну майстерність в Італії. 1847 року він виборов другу премію, а 1851 року нарешті першу. Конкурсним твором, що приніс молодому скульпторові жадану премію, був рельєф «Греки і троянці б'ються над трупом Патрокла». 
Перебрався в Рим, де мешкав в гуртожитку вілли Медічі, де була розташована так звана римська Французька академія. Почав працювати над великою скульптурою «Оплакування Христа», що була варіантом подібної же скульптури Мікеланджело Буонарроті, тільки з Богородицею, що не сиділа, як у Мікеланджело, а стояла. Скульптури «Меркурій» та «Оплакування Христа», створені молодим митцем в Римі, були вивезені в Париж. 
Помер в Римі несподівано в спекотному липні, відомому високою захворюваністю в липні - серпні. Молодого митця не стало у віці 32 роки від черевного тифу. Поховання відбулося в Римі в церкві Сан Луїджі деї Франчезі.
Мимоволі Іполіт Боннарде став винятком серед більшості французьких скульпторів, котрим доля відпустила довгі роки. (Анрі Шапу помер у 57, Еме-Жюль Далу — у 63, Давид д'Анже — у 67, Фредерік Бартольді— у 70,  Франсуа Рюд — у 71, Огюст Роден — у 77, Антуан-Луї Барі — у 79.)

## Вибрані твори

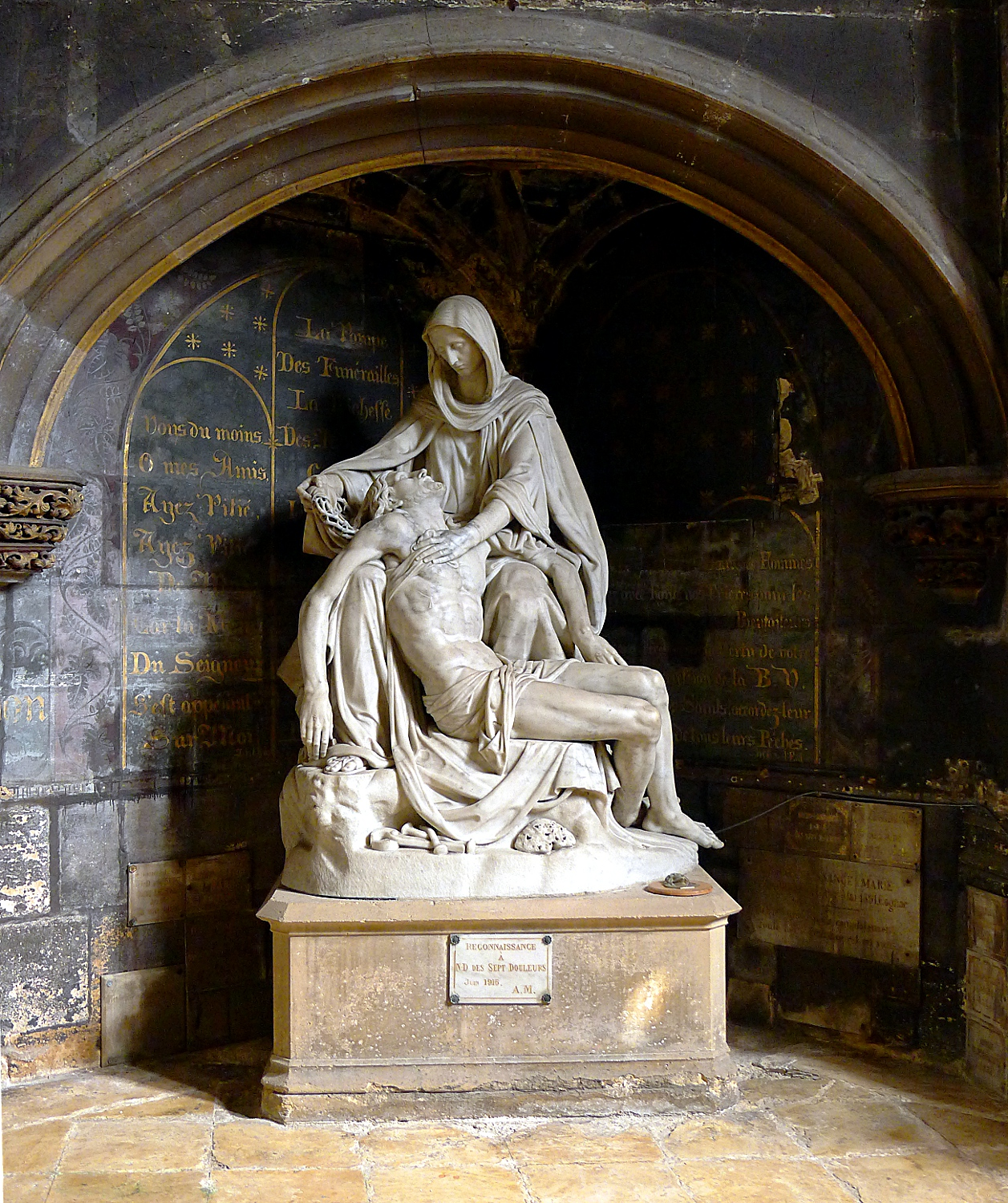
Ск. Іполіт Боннарде. «Оплакування Христа», церква Сен-Жермен-л'Осерруа, доопрацювання іншими у 1859 р.

- «Греки і троянці б'ються над трупом Патрокла», рельєф
- «Густав Крок», портретна медаль знайомця Іполіта, 1851, музей д'Орсе
- «Меркурій», 1854, Школа красних мистецтв в Парижі
- «Оплакування Христа» ,доопрацьована іншими у 1859 р., церква Сен-Жермен-л'Осерруа, Париж